# Лучжоу
Лучжо́у (кит. упр. 泸州, пиньинь Lúzhōu) — городской округ в провинции Сычуань КНР.

## История
В январе 1950 года был образован Специальный район Лусянь (泸县专区), состоящий из 8 уездов. В июле 1950 года урбанизированная часть уезда Лусянь была выделена в город Лучжоу. В декабре 1952 года Специальный район Лусянь был переименован в Специальный район Лучжоу (泸州专区). В 1960 году уезд Гусун был присоединён к уезду Сюйюн, а в августе 1960 года Специальный район Лучжоу был расформирован, входившие в его состав административные единицы были переданы в состав Специального района Ибинь (宜宾区专).
В 1970 году Специальный район Ибинь был переименован в Округ Ибинь (宜宾地区). В 1983 году город Лучжоу и уезды Лусянь, Наси и Хэцзян были выделены в отдельный городской округ Лучжоу, при этом город Лучжоу был расформирован, а его территория стала Центральным районом (市中区) городского округа Лучжоу. В 1985 году уезды Гулинь и Сюйюн были переданы из состава Округа Ибинь в состав Городского округа Лучжоу.
В 1995 году постановлением Госсовета КНР Центральный район Лучжоу был переименован в район Цзянъян, уезд Наси был преобразован в район Наси, а также был создан район Лунматань.

## Административно-территориальное деление
Городской округ Лучжоу делится на 3 района, 4 уезда:
| Карта | Карта  | Карта     | Карта     | Карта        | Карта            | Карта         | Карта                      |
| ----- | ------ | --------- | --------- | ------------ | ---------------- | ------------- | -------------------------- |
|       |        |           |           |              |                  |               |                            |
| #     | Статус | Название  | Иероглифы | Пиньинь      | Население (2004) | Площадь (км²) | Плотность населения (/км²) |
| 1     | Район  | Цзянъян   | 江阳区    | Jiāngyáng qū | 610 000          | 649           | 940                        |
| 2     | Район  | Наси      | 纳溪区    | Nàxī qū      | 470 000          | 1150          | 409                        |
| 3     | Район  | Лунматань | 龙马潭区  | Lóngmǎtán qū | 320 000          | 333           | 961                        |
| 4     | Уезд   | Лусянь    | 泸县      | Lú xiàn      | 1 040 000        | 1532          | 679                        |
| 5     | Уезд   | Хэцзян    | 合江县    | Héjiāng xiàn | 840 000          | 2422          | 347                        |
| 6     | Уезд   | Сюйюн     | 叙永县    | Xùyǒng xiàn  | 660 000          | 2977          | 222                        |
| 7     | Уезд   | Гулинь    | 古蔺县    | Gǔlìn xiàn   | 800 000          | 3184          | 251                        |

## Экономика

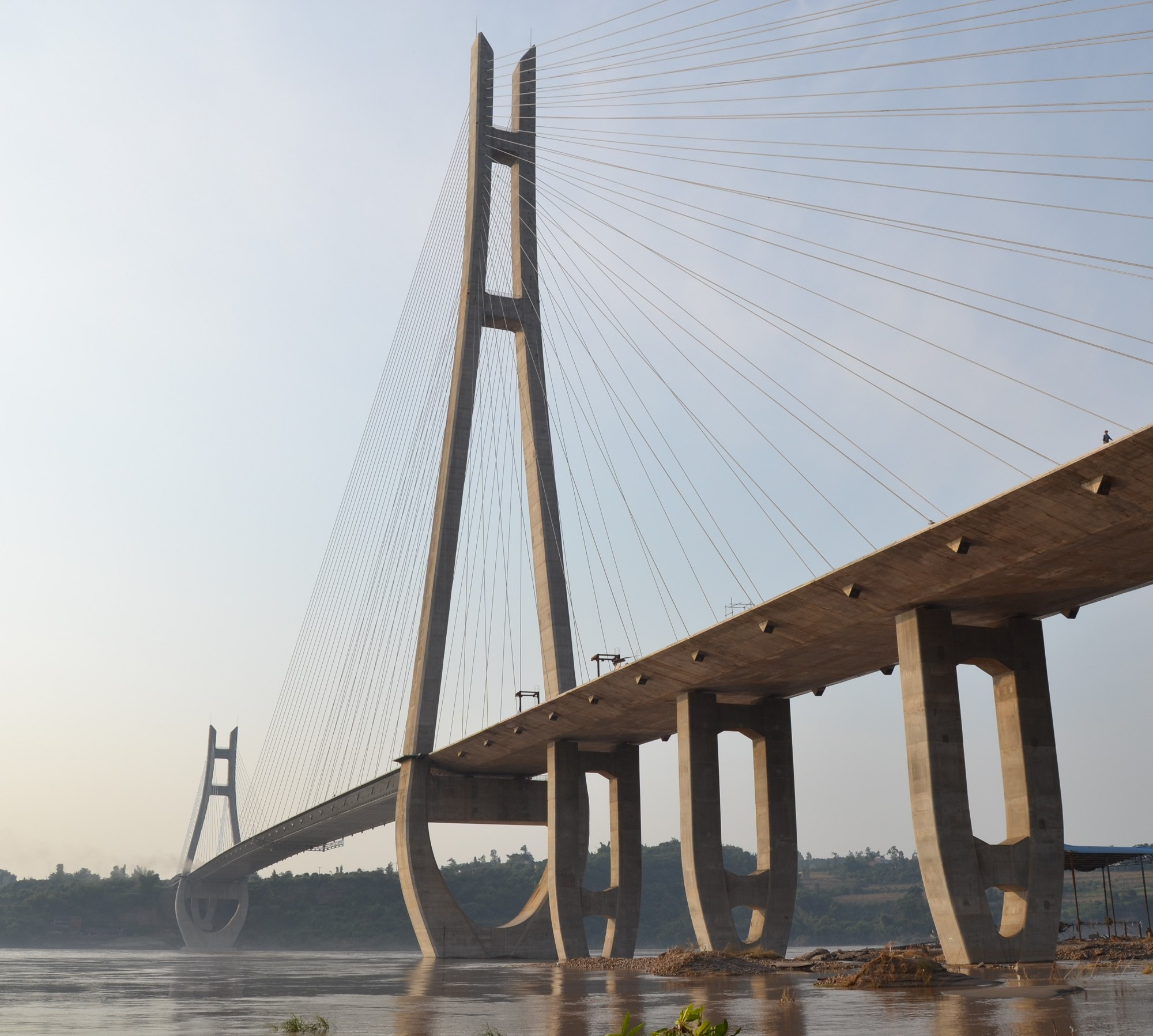
Мост через реку Янцзы

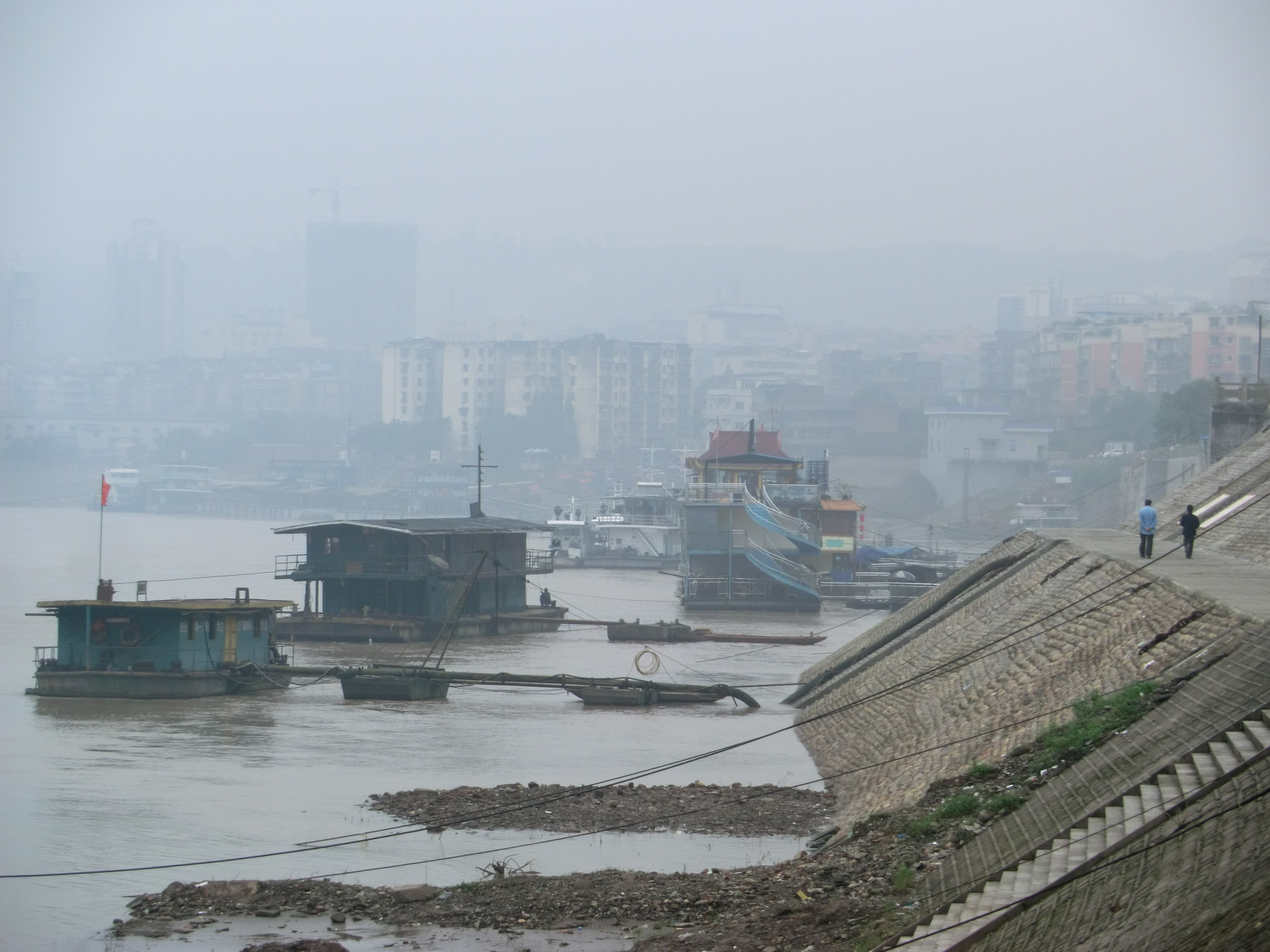
Речной порт в районе Наси

Лучжоу является важным логистическим узлом на стыке провинций Сычуань, Юньнань и Гуйчжоу. Здесь развито производство пищевых продуктов, спиртных напитков, химикатов (в том числе удобрений), строительного оборудования (в том числе грузовиков, экскаваторов, кранов) и военной техники. Также в округе добывают природный газ, развиты сельское хозяйство (рис, личи, лонган, табак, чай, лечебные травы, птицеводство и свиноводство), туризм, розничная торговля и финансовые услуги.  
В округе базируются производители алкогольных напитков Luzhou Laojiao Group, Sichuan Langjiu Group, Luzhou Xinba Industry, Sichuan Gulin Xiantan Winery и Guikang Wine Industry Group, химические компании Sichuan Lutianhua Company, Sichuan Nitrocell Corporation, C & J Chemical Industries, Zhongyou Jinnuo Petrochemical и Sichuan Tianhua Company, завод самоходных кранов China Changjiang Crane, завод упаковки Luzhou Yihe Paper Packing, ракетный завод 7-го НПО компании China Aerospace Science and Technology Corporation.
Власти поощряют кустарные промыслы народа мяо, который изготавливает изделия с элементами батика и вышивки. В поселке Фэньшуйлин развито изготовление традиционных зонтиков из промасленной бумаги.

### Зонирование
- Sichuan Pilot Free Trade Zone
  - Luzhou Port Bonded Logistics Centre

## Транспорт
В Лучжоу имеется два автомобильных моста через Янцзы. Через высотный мост Тоцзян проходит высокоскоростная железнодорожная линия Чунцин — Куньмин.